# Tuireann
Tuireann – w iryjskiej mitologii był ojcem trójki bogów (Luchtaine, Creidhne, Govannon) związanych z metalurgią  i kowalstwem, którzy zabili Ciana, ojca boga słońca Luga. Jako formę pokuty za tę zbrodnię Lug dał im do wykonania kilka zdawało by się niewykonalnych zadań. Mieli min. przywieźć do Irlandii skórę magicznej świni, mającą uzdrowicielską moc, własność króla Grecji; a także rożen przechowywany w podmorskim królestwie. Przy wykonywaniu ostatniego zadania, bohaterowie zostali ciężko ranni. Tuireann prosił boga o użyczenie owej zaczarowanej skóry, która mogłaby ich wyleczyć. Lug jednak odmówił i wszyscy trzej zmarli ponosząc karę za swój występek.